# 勒尼德 (密西西比州)
勒尼德（英語：Learned）是位於美國密西西比州海恩茲縣的城鎮。

## 人口
根據2020年美國人口普查的數據，勒尼德的面積為0.88平方千米，當中陸地面積為0.87平方千米，而水域面積為0.01平方千米。當地共有人口56人，而人口密度為每平方千米64人。